# Palazzo Gio Carlo Brignole

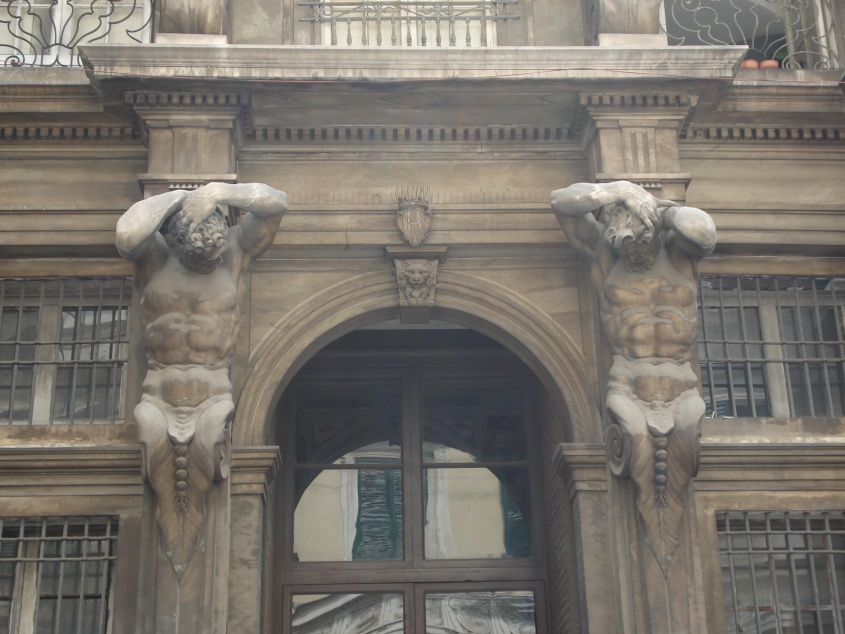
Détails du portail avec deux atlantes.

Le palazzo Gio Carlo Brignole est un palais situé au numéro 2 piazza della Meridiana, près de la Strada Nuova dans le centre historique de Gênes.
Depuis le 13 juillet 2006, le palais Gio Carlo Brignole fait partie des 42 palais des Rolli inscrits dans la liste du patrimoine mondial de l'humanité de l'UNESCO.  

## Histoire
Reconstruit sur un édifice préexistant du XVIe siècle, en 1671, par  Gio Carlo Brignole (rollo 1664, bussolo III) annexant au palais paternel quelques maisons attenantes de Gio. Luca De Franchi ; Il reste la propriété de la famille Brignole, aussi habitation de Giacomo Maria Brignole, dernier doge de la république de Gênes, jusqu'au début du XXe siècle où il devient la propriété du marquis Giuseppe Durazzo (cadastre 1907).
Dans la première phase, l'édifice conçu par le maître d'œuvre Pietro Antonio Corradi, avait son entrée sur le vico Santa Maria degli Angeli, alors que la place actuelle était occupée par des jardins. Avec l'ouverture de la Strada Nuovissima (1778 - 1786, aujourd'hui via Cairoli), l'entrée est déplacée dans sa position actuelle et décorée avec les deux atlantes de Filippo Parodi, en 1671, qui originairement fermait la Strada nuova à l'entrée du jardin Brignole.
Les fresques du piano nobile sont de Gregorio et du fils Lorenzo De Ferrari alors que celles de la voûte et du portique avant remontent à la propriété Durazzo et sont l'œuvre de Giuseppe Isola. La décoration de motifs peints de style grotesque de l'atrium supérieur est réalisée par Federico Leonardi.
Le bâtiment, aujourd'hui, est affecté à un usage commercial et d'habitation.

## Sources
- (it) Cet article est partiellement ou en totalité issu de l’article de Wikipédia en italien intitulé « Palazzo Gio Carlo Brignole » (voir la liste des auteurs).